# Villa Percuoco
Die Villa Percuoco ist ein Landhaus aus dem 18. Jahrhundert im Viertel San Giovanni a Teduccio von Neapel in der italienischen Region Kampanien. Sie liegt in der Via Bruno Buozzo, 17 und zählt zu den Villen der Miglio d’oro.

## Geschichte und Beschreibung
Das Gebäude aus dem 18. Jahrhundert wurde teilweise durch neuere An- und Umbauten verändert. Es besteht aus Tuffstein, die Gewölbedecken und das Dachgeschoss aus Holz. Im Eingangsbereich befindet sich eine bühnenreife Treppe. Die Fassade, die viel vom Einfluss Luigi Vanvitellis zeigt, besitzt noch einige originale Elemente.